# Броварський район
Броварськи́й район (Броварщина) — район у Київській області України. Утворений у 2020 році. Адміністративний центр — місто Бровари. Площа — 2881,9 км² (10,2% від площі області), населення — 242,1 тис. осіб (2020).
До складу району входять 8 територіальних громад.

## Історія
Район створено відповідно до постанови Верховної Ради України № 807-IX від 17 липня 2020 року. До його складу увійшли: Березанська, Броварська міські, Баришівська, Великодимерська, Згурівська, Калинівська, Калитянська селищні, Зазимська сільська територіальні громади.
Раніше територія району входила до складу Баришівського, Броварського та Згурівського районів, ліквідованих тією ж постановою.

### Російсько-українська війна
З кінця лютого 2022 Броварський район стає ареною бойових дій між українськими військами та російським загарбником. З 7 березня бої велись на території Баришівської, Калитянської та Великодимерської територіальних громад, місцеве населення частково евакуювали до Броварів. Лише 1 квітня окупанти відступили з території району.